# Chileense parlementsverkiezingen 1969
De Chileense parlementsverkiezingen van 1969 vonden op 2 maart van dat jaar plaats. In de Kamer van Afgevaardigden werd de Partido Demócrata Cristiano de grootste evenals in de Senaat.

## Uitslagen

### Kamer van Afgevaardigden
| Partij                              | Afkorting                           | Stemmen   | Percentage | Zetels | Verschil |
| ----------------------------------- | ----------------------------------- | --------- | ---------- | ------ | -------- |
| Partido Nacional                    | PN                                  | 480.523   | 20,82%     | 34     |          |
| Partido Comunista                   | PCCh                                | 383.049   | 16,60%     | 22     | 3,87%    |
| Partido Democrático Nacional        | PADENA                              | 44.818    | 1,94%      | 0      | −1,33%   |
| Unión Socialista Popular            | USOPO                               | 51.904    | 2,25%      | 0      |          |
| Partido Radical                     | PR                                  | 313.559   | 13,59%     | 24     | −0,12%   |
| Partido Socialista                  | PS                                  | 294.448   | 12,76%     | 15     | 2,18%    |
| Partido Demócrata Cristiano         | PDC                                 | 716.547   | 31,05%     | 55     | −12,55%  |
| Partido Social Demócrata            | PSD                                 | 20.560    | 0,89%      | 0      |          |
| Onafhankelijken                     | Ind.                                | 2.104     | 0,09%      | 0      | −0,16%   |
| Totaal aantal geldige stemmen       | Totaal aantal geldige stemmen       | 2.307.512 | 96,63%     |        |          |
| Ongeldige stemmen en blanco stemmen | Ongeldige stemmen en blanco stemmen | 80.504    | 3,37%      |        |          |
| Totaal uitgebrachte stemmen         | Totaal uitgebrachte stemmen         | 2.388.016 | 100%       |        |          |

### Senaat
- 30 van de 50 zetels verkiesbaar

| Partij | Percentage | Zetels | Zeteltotaal |
| ------ | ---------- | ------ | ----------- |
| PDC    | 34,32%     | 12     | 22          |
| PN     | 17,23%     | 5      | 5           |
| PS     | 11,99%     | 3      | 5           |
| PCCh   | 18,04%     | 4      | 6           |
| USOPO  | 2,43%      | 1      | 2           |
| PSD    | -          | 1      | 1           |
| PR     | 15,99%     | 5      | 9           |
| Totaal | 100%       | 30     | 50          |